# Eleição para governador do Alasca em 1978
A eleição para governador do estado americano do Alasca em 1978 foi realizada em 7 de novembro de 1978 e elegeu o governador do Alasca. A primária foi realizada em 22 de agosto de 1978.
A primária foi realizada em 22 de agosto, Jay S. Hammond ganhou a nomeação do Partido Republicano com 30% dos votos, e Chancy Croft do Partido Democrata com 8%.
|  | Republicano  | Jay Hammond   | 49.580 | 39,07% |
|  | Independente | Wally Hickel  | 33.555 | 26,44% |
|  | Democrata    | Chancy Croft  | 25.656 | 20,22% |
|  | Independente | Tom Kelly     | 15.656 | 12,34% |
|  | Independente | Don R. Wright | 2.463  | 1,94%  |